# Visesa
Visesa (fundada como Vivienda y Suelo de Euskadi, S.A. - Euskadiko Etxebizitza eta Lurra, E.A en 1990 en Vitoria, a partir del Decreto 29/1990, de 6 de febrero, por el que se modifica el Decreto 258/1989, de 21 de noviembre, de creación de la Sociedad Pública) es una Sociedad Pública adscrita al Gobierno Vasco, cuyo objetivo principal consiste en promocionar viviendas protegidas de calidad y llevar a cabo proyectos de transformación urbana en la Comunidad Autónoma del País Vasco, contribuyendo así a favorecer el ejercicio del derecho a una vivienda digna en todos los sectores sociales. 
Tras su fundación en 1990 Visesa comienza su actividad en 1992. En sus primeros 25 años de actividad ha promovido más de 12.000 viviendas en suelo de Euskadi, lo que la convierte en la primera promotora de vivienda de Euskadi.
En relación con la actividad de promoción de vivienda protegida, desarrolla proyectos como la transformación de la península de Zorrozaurre, la construcción en Bolueta del edificio más alto construido hasta la fecha según estándares Passivhaus, la rehabilitación de la zona urbana del barrio de Coronación en Vitoria y la regeneración urbana de la zona industrial de Vega Galindo en Sestao. 
En el plano económico, su capital es cercano a los 37 millones de euros y está suscrito por el propio Gobierno Vasco (78,63%) , Kutxabank (18,59%) y Caja Laboral - Euskadiko Kutxa (2,78%). Visesa presenta un balance saneado que le permite actuar como elemento tractor de la política de vivienda de protección oficial y autofinanciarse sin suponer una carga financiera para el Gobierno Vasco.